# 忠
忠（ちゅう、英: loyalty）とは、主君に対して裏表の無い態度を意味する概念。儒教における重要な徳目の一つであり、君臣間において重要とされる徳目である。また、主君に尽くすという真心を「忠義」「忠誠」などという。

## 概要
儒教では古くから「父子天合」（孝）に対して、「君臣義合」（忠）というテーゼがあり、『礼記』曲礼篇には、父が過ちをした場合の子の対応を「三度諫めて聞かざれば、すなわち号泣してこれに随う」と記され、これに対して、君が過ちをした場合の臣の対応を「三度諫めて聞かざれば、すなわちこれを逃（さ）る」と記している。儒教的世界（天下）観は、この国家と家族（個人）の2つの中心を有する楕円であり、修身・斉家・治国・平天下といった理想も、この楕円を楕円たらしめるための理想主義とされる。したがって、どちらか一方の中心に収瞼させて円にしようとするものではない。そのため、後述の日本の「忠孝一致」のプリンシプルから安易に類推することのできないものがあるとされる。

## 解釈
親によく従うことを意味する「孝」とは常に食い違いを来す概念だが、中国や朝鮮では多くの場合、「忠」よりも「孝」が重要だと考えられた。一方で、近世日本においては朱子学伝来以後、逆に「孝」よりも「忠」の方が重要だと考えられ、武士道に影響を与える事になる。また、水戸学派の解釈では、「忠と孝は一つのもの（忠孝一合）」として、分離した解釈は行っていない。日本人（特に支配階級であった武家）は家（血族ではなく組織としてのイエ）の意識が中国人より高く、忠が孝につながるとした（君に忠を尽くさず、家を断絶されることは、孝につながらないとした意識）。この「忠孝一致」に関して、吉田松陰は『士規武則』において、「人君、民を養いもって、祖業を継ぐ。臣民、君に忠にもって、父の志を継ぐ。君臣一体、忠孝一致はただわが国のみ然りとなす」と説いており、日本の独自性（国が亡ぶ度に替わる中国の忠とは違う点）を指摘している。これに対し、懐徳学派の武内義雄は否定し、「誠（まこと）」が忠にも孝にも現れたと解釈する。この誠から忠孝が生じるとする考えは新渡戸稲造も指摘しており、自著『修養』（明治44年刊）の「名誉の標準はいずれに求めるべきか」の項において、中国の忠孝が、君や親といった己以外の対象（相手）に標準（基準）を求めるのに対し、キリスト教では己の「愛」の情が、君では忠、親には孝として現れ、日本では誠の心がこれに当たると述べ、東洋独自というより中国のみが忠孝という独自の概念をもち、日本にはこれらの和訓がないとしている。
文化大革命では、他の儒教的徳目が徹底的に排撃されたのに対し、「忠」は毛沢東への忠誠と解釈され、むしろ賛美された。「忠字舞」（忠の字踊り）が当時盛んに行われたことが有名。